# Легальность (шахматы)
Легальность (возможность) начальной позиции задачи (этюда) — возможность достижения начальной позиции этой задачи или этюда путём серии легальных (соответствующих шахматным правилам) ходов, сделанных из начального положения шахматной партии. Легальность начальной позиции задачи или этюда является одним из основных формальных требований шахматной композиции (см. Ортодоксальная композиция, Неортодоксальная композиция).

## Определение
Требование легальности начальной позиции означает, что должна существовать формальная серия ходов белых и чёрных (доказательная партия), ведущая к начальной позиции рассматриваемой задачи (этюда) из исходного положения шахматной партии. В начальной позиции задачи (этюда) не должно быть занято более основного комплекта фигур. В доказательной партии допускаются превращения пешек обеих сторон.
Легальность не требует соответствия ходов доказательной партии шахматной теории и даже какой-либо осмысленности этих ходов, она предназначена лишь для доказательства того, что начальная позиция задачи или этюда в принципе могла возникнуть при игре по правилам. При исследовании легальности начальной позиции может быть выяснено, помимо самой возможности получения требуемой позиции, какой из сторон принадлежит очередь хода, имеют ли стороны право на рокировку или взятие на проходе. Эти знания необходимо использовать в решении. Исследованием начальной позиции на легальность также занимаются некоторые жанры ретроанализа.
В «сказочных шахматах» легальность начальной позиции обычно во внимание не принимается.

## Доказательство нелегальности позиции
|   | a | b | c | d | e | f | g | h |   |
| - | --- | --- | --- | --- | --- | --- | --- | --- | - |
| 8 | a8 чёрный слон · g8 белый король · h8 чёрная ладья · b7 чёрная пешка · g7 чёрная ладья · a3 белая пешка · h3 чёрный король · a2 белая пешка · b2 белая пешка · g2 белая пешка | a8 чёрный слон · g8 белый король · h8 чёрная ладья · b7 чёрная пешка · g7 чёрная ладья · a3 белая пешка · h3 чёрный король · a2 белая пешка · b2 белая пешка · g2 белая пешка | a8 чёрный слон · g8 белый король · h8 чёрная ладья · b7 чёрная пешка · g7 чёрная ладья · a3 белая пешка · h3 чёрный король · a2 белая пешка · b2 белая пешка · g2 белая пешка | a8 чёрный слон · g8 белый король · h8 чёрная ладья · b7 чёрная пешка · g7 чёрная ладья · a3 белая пешка · h3 чёрный король · a2 белая пешка · b2 белая пешка · g2 белая пешка | a8 чёрный слон · g8 белый король · h8 чёрная ладья · b7 чёрная пешка · g7 чёрная ладья · a3 белая пешка · h3 чёрный король · a2 белая пешка · b2 белая пешка · g2 белая пешка | a8 чёрный слон · g8 белый король · h8 чёрная ладья · b7 чёрная пешка · g7 чёрная ладья · a3 белая пешка · h3 чёрный король · a2 белая пешка · b2 белая пешка · g2 белая пешка | a8 чёрный слон · g8 белый король · h8 чёрная ладья · b7 чёрная пешка · g7 чёрная ладья · a3 белая пешка · h3 чёрный король · a2 белая пешка · b2 белая пешка · g2 белая пешка | a8 чёрный слон · g8 белый король · h8 чёрная ладья · b7 чёрная пешка · g7 чёрная ладья · a3 белая пешка · h3 чёрный король · a2 белая пешка · b2 белая пешка · g2 белая пешка | 8 |
| 7 | a8 чёрный слон · g8 белый король · h8 чёрная ладья · b7 чёрная пешка · g7 чёрная ладья · a3 белая пешка · h3 чёрный король · a2 белая пешка · b2 белая пешка · g2 белая пешка | a8 чёрный слон · g8 белый король · h8 чёрная ладья · b7 чёрная пешка · g7 чёрная ладья · a3 белая пешка · h3 чёрный король · a2 белая пешка · b2 белая пешка · g2 белая пешка | a8 чёрный слон · g8 белый король · h8 чёрная ладья · b7 чёрная пешка · g7 чёрная ладья · a3 белая пешка · h3 чёрный король · a2 белая пешка · b2 белая пешка · g2 белая пешка | a8 чёрный слон · g8 белый король · h8 чёрная ладья · b7 чёрная пешка · g7 чёрная ладья · a3 белая пешка · h3 чёрный король · a2 белая пешка · b2 белая пешка · g2 белая пешка | a8 чёрный слон · g8 белый король · h8 чёрная ладья · b7 чёрная пешка · g7 чёрная ладья · a3 белая пешка · h3 чёрный король · a2 белая пешка · b2 белая пешка · g2 белая пешка | a8 чёрный слон · g8 белый король · h8 чёрная ладья · b7 чёрная пешка · g7 чёрная ладья · a3 белая пешка · h3 чёрный король · a2 белая пешка · b2 белая пешка · g2 белая пешка | a8 чёрный слон · g8 белый король · h8 чёрная ладья · b7 чёрная пешка · g7 чёрная ладья · a3 белая пешка · h3 чёрный король · a2 белая пешка · b2 белая пешка · g2 белая пешка | a8 чёрный слон · g8 белый король · h8 чёрная ладья · b7 чёрная пешка · g7 чёрная ладья · a3 белая пешка · h3 чёрный король · a2 белая пешка · b2 белая пешка · g2 белая пешка | 7 |
| 6 | a8 чёрный слон · g8 белый король · h8 чёрная ладья · b7 чёрная пешка · g7 чёрная ладья · a3 белая пешка · h3 чёрный король · a2 белая пешка · b2 белая пешка · g2 белая пешка | a8 чёрный слон · g8 белый король · h8 чёрная ладья · b7 чёрная пешка · g7 чёрная ладья · a3 белая пешка · h3 чёрный король · a2 белая пешка · b2 белая пешка · g2 белая пешка | a8 чёрный слон · g8 белый король · h8 чёрная ладья · b7 чёрная пешка · g7 чёрная ладья · a3 белая пешка · h3 чёрный король · a2 белая пешка · b2 белая пешка · g2 белая пешка | a8 чёрный слон · g8 белый король · h8 чёрная ладья · b7 чёрная пешка · g7 чёрная ладья · a3 белая пешка · h3 чёрный король · a2 белая пешка · b2 белая пешка · g2 белая пешка | a8 чёрный слон · g8 белый король · h8 чёрная ладья · b7 чёрная пешка · g7 чёрная ладья · a3 белая пешка · h3 чёрный король · a2 белая пешка · b2 белая пешка · g2 белая пешка | a8 чёрный слон · g8 белый король · h8 чёрная ладья · b7 чёрная пешка · g7 чёрная ладья · a3 белая пешка · h3 чёрный король · a2 белая пешка · b2 белая пешка · g2 белая пешка | a8 чёрный слон · g8 белый король · h8 чёрная ладья · b7 чёрная пешка · g7 чёрная ладья · a3 белая пешка · h3 чёрный король · a2 белая пешка · b2 белая пешка · g2 белая пешка | a8 чёрный слон · g8 белый король · h8 чёрная ладья · b7 чёрная пешка · g7 чёрная ладья · a3 белая пешка · h3 чёрный король · a2 белая пешка · b2 белая пешка · g2 белая пешка | 6 |
| 5 | a8 чёрный слон · g8 белый король · h8 чёрная ладья · b7 чёрная пешка · g7 чёрная ладья · a3 белая пешка · h3 чёрный король · a2 белая пешка · b2 белая пешка · g2 белая пешка | a8 чёрный слон · g8 белый король · h8 чёрная ладья · b7 чёрная пешка · g7 чёрная ладья · a3 белая пешка · h3 чёрный король · a2 белая пешка · b2 белая пешка · g2 белая пешка | a8 чёрный слон · g8 белый король · h8 чёрная ладья · b7 чёрная пешка · g7 чёрная ладья · a3 белая пешка · h3 чёрный король · a2 белая пешка · b2 белая пешка · g2 белая пешка | a8 чёрный слон · g8 белый король · h8 чёрная ладья · b7 чёрная пешка · g7 чёрная ладья · a3 белая пешка · h3 чёрный король · a2 белая пешка · b2 белая пешка · g2 белая пешка | a8 чёрный слон · g8 белый король · h8 чёрная ладья · b7 чёрная пешка · g7 чёрная ладья · a3 белая пешка · h3 чёрный король · a2 белая пешка · b2 белая пешка · g2 белая пешка | a8 чёрный слон · g8 белый король · h8 чёрная ладья · b7 чёрная пешка · g7 чёрная ладья · a3 белая пешка · h3 чёрный король · a2 белая пешка · b2 белая пешка · g2 белая пешка | a8 чёрный слон · g8 белый король · h8 чёрная ладья · b7 чёрная пешка · g7 чёрная ладья · a3 белая пешка · h3 чёрный король · a2 белая пешка · b2 белая пешка · g2 белая пешка | a8 чёрный слон · g8 белый король · h8 чёрная ладья · b7 чёрная пешка · g7 чёрная ладья · a3 белая пешка · h3 чёрный король · a2 белая пешка · b2 белая пешка · g2 белая пешка | 5 |
| 4 | a8 чёрный слон · g8 белый король · h8 чёрная ладья · b7 чёрная пешка · g7 чёрная ладья · a3 белая пешка · h3 чёрный король · a2 белая пешка · b2 белая пешка · g2 белая пешка | a8 чёрный слон · g8 белый король · h8 чёрная ладья · b7 чёрная пешка · g7 чёрная ладья · a3 белая пешка · h3 чёрный король · a2 белая пешка · b2 белая пешка · g2 белая пешка | a8 чёрный слон · g8 белый король · h8 чёрная ладья · b7 чёрная пешка · g7 чёрная ладья · a3 белая пешка · h3 чёрный король · a2 белая пешка · b2 белая пешка · g2 белая пешка | a8 чёрный слон · g8 белый король · h8 чёрная ладья · b7 чёрная пешка · g7 чёрная ладья · a3 белая пешка · h3 чёрный король · a2 белая пешка · b2 белая пешка · g2 белая пешка | a8 чёрный слон · g8 белый король · h8 чёрная ладья · b7 чёрная пешка · g7 чёрная ладья · a3 белая пешка · h3 чёрный король · a2 белая пешка · b2 белая пешка · g2 белая пешка | a8 чёрный слон · g8 белый король · h8 чёрная ладья · b7 чёрная пешка · g7 чёрная ладья · a3 белая пешка · h3 чёрный король · a2 белая пешка · b2 белая пешка · g2 белая пешка | a8 чёрный слон · g8 белый король · h8 чёрная ладья · b7 чёрная пешка · g7 чёрная ладья · a3 белая пешка · h3 чёрный король · a2 белая пешка · b2 белая пешка · g2 белая пешка | a8 чёрный слон · g8 белый король · h8 чёрная ладья · b7 чёрная пешка · g7 чёрная ладья · a3 белая пешка · h3 чёрный король · a2 белая пешка · b2 белая пешка · g2 белая пешка | 4 |
| 3 | a8 чёрный слон · g8 белый король · h8 чёрная ладья · b7 чёрная пешка · g7 чёрная ладья · a3 белая пешка · h3 чёрный король · a2 белая пешка · b2 белая пешка · g2 белая пешка | a8 чёрный слон · g8 белый король · h8 чёрная ладья · b7 чёрная пешка · g7 чёрная ладья · a3 белая пешка · h3 чёрный король · a2 белая пешка · b2 белая пешка · g2 белая пешка | a8 чёрный слон · g8 белый король · h8 чёрная ладья · b7 чёрная пешка · g7 чёрная ладья · a3 белая пешка · h3 чёрный король · a2 белая пешка · b2 белая пешка · g2 белая пешка | a8 чёрный слон · g8 белый король · h8 чёрная ладья · b7 чёрная пешка · g7 чёрная ладья · a3 белая пешка · h3 чёрный король · a2 белая пешка · b2 белая пешка · g2 белая пешка | a8 чёрный слон · g8 белый король · h8 чёрная ладья · b7 чёрная пешка · g7 чёрная ладья · a3 белая пешка · h3 чёрный король · a2 белая пешка · b2 белая пешка · g2 белая пешка | a8 чёрный слон · g8 белый король · h8 чёрная ладья · b7 чёрная пешка · g7 чёрная ладья · a3 белая пешка · h3 чёрный король · a2 белая пешка · b2 белая пешка · g2 белая пешка | a8 чёрный слон · g8 белый король · h8 чёрная ладья · b7 чёрная пешка · g7 чёрная ладья · a3 белая пешка · h3 чёрный король · a2 белая пешка · b2 белая пешка · g2 белая пешка | a8 чёрный слон · g8 белый король · h8 чёрная ладья · b7 чёрная пешка · g7 чёрная ладья · a3 белая пешка · h3 чёрный король · a2 белая пешка · b2 белая пешка · g2 белая пешка | 3 |
| 2 | a8 чёрный слон · g8 белый король · h8 чёрная ладья · b7 чёрная пешка · g7 чёрная ладья · a3 белая пешка · h3 чёрный король · a2 белая пешка · b2 белая пешка · g2 белая пешка | a8 чёрный слон · g8 белый король · h8 чёрная ладья · b7 чёрная пешка · g7 чёрная ладья · a3 белая пешка · h3 чёрный король · a2 белая пешка · b2 белая пешка · g2 белая пешка | a8 чёрный слон · g8 белый король · h8 чёрная ладья · b7 чёрная пешка · g7 чёрная ладья · a3 белая пешка · h3 чёрный король · a2 белая пешка · b2 белая пешка · g2 белая пешка | a8 чёрный слон · g8 белый король · h8 чёрная ладья · b7 чёрная пешка · g7 чёрная ладья · a3 белая пешка · h3 чёрный король · a2 белая пешка · b2 белая пешка · g2 белая пешка | a8 чёрный слон · g8 белый король · h8 чёрная ладья · b7 чёрная пешка · g7 чёрная ладья · a3 белая пешка · h3 чёрный король · a2 белая пешка · b2 белая пешка · g2 белая пешка | a8 чёрный слон · g8 белый король · h8 чёрная ладья · b7 чёрная пешка · g7 чёрная ладья · a3 белая пешка · h3 чёрный король · a2 белая пешка · b2 белая пешка · g2 белая пешка | a8 чёрный слон · g8 белый король · h8 чёрная ладья · b7 чёрная пешка · g7 чёрная ладья · a3 белая пешка · h3 чёрный король · a2 белая пешка · b2 белая пешка · g2 белая пешка | a8 чёрный слон · g8 белый король · h8 чёрная ладья · b7 чёрная пешка · g7 чёрная ладья · a3 белая пешка · h3 чёрный король · a2 белая пешка · b2 белая пешка · g2 белая пешка | 2 |
| 1 | a8 чёрный слон · g8 белый король · h8 чёрная ладья · b7 чёрная пешка · g7 чёрная ладья · a3 белая пешка · h3 чёрный король · a2 белая пешка · b2 белая пешка · g2 белая пешка | a8 чёрный слон · g8 белый король · h8 чёрная ладья · b7 чёрная пешка · g7 чёрная ладья · a3 белая пешка · h3 чёрный король · a2 белая пешка · b2 белая пешка · g2 белая пешка | a8 чёрный слон · g8 белый король · h8 чёрная ладья · b7 чёрная пешка · g7 чёрная ладья · a3 белая пешка · h3 чёрный король · a2 белая пешка · b2 белая пешка · g2 белая пешка | a8 чёрный слон · g8 белый король · h8 чёрная ладья · b7 чёрная пешка · g7 чёрная ладья · a3 белая пешка · h3 чёрный король · a2 белая пешка · b2 белая пешка · g2 белая пешка | a8 чёрный слон · g8 белый король · h8 чёрная ладья · b7 чёрная пешка · g7 чёрная ладья · a3 белая пешка · h3 чёрный король · a2 белая пешка · b2 белая пешка · g2 белая пешка | a8 чёрный слон · g8 белый король · h8 чёрная ладья · b7 чёрная пешка · g7 чёрная ладья · a3 белая пешка · h3 чёрный король · a2 белая пешка · b2 белая пешка · g2 белая пешка | a8 чёрный слон · g8 белый король · h8 чёрная ладья · b7 чёрная пешка · g7 чёрная ладья · a3 белая пешка · h3 чёрный король · a2 белая пешка · b2 белая пешка · g2 белая пешка | a8 чёрный слон · g8 белый король · h8 чёрная ладья · b7 чёрная пешка · g7 чёрная ладья · a3 белая пешка · h3 чёрный король · a2 белая пешка · b2 белая пешка · g2 белая пешка | 1 |
|   | a | b | c | d | e | f | g | h |   |

Если необходимо доказать, что начальная позиция этюда или задачи нелегальна, то такое доказательство обычно опирается на поиск фигур, которые, в принципе, исходя из правил и геометрии доски, не могли оказаться на указанных местах, если все ходы делались по правилам. Наличие хотя бы одной такой фигуры, очевидно, доказывает нелегальность позиции. На иллюстрации справа показаны четыре варианта очевидно нелегальных позиций (по одному в каждом из углов доски):
- Верхний левый угол. Чтобы слон a8 мог пройти в угол, поле b7 в этот момент должно было быть пустым. Но пешка b7 стоит на начальной позиции, следовательно, она не ходила с начала партии, то есть поле b7 в течение всей партии было занято. Слон a8 не мог пройти в угол — позиция нелегальна.
- Верхний правый угол. Белый король g8 стоит под двойным шахом. Ладьи дают шах белому королю независимо друг от друга. На то, чтобы поместить их на указанные поля, потребовалось два хода, уже первым из которых королю был дан шах. Значит, белый король минимум один ход простоял на доске под шахом, либо сходил под шах, что запрещено правилами.
- Нижний правый угол. Чёрный король h3 стоит под шахом пешки g2. Пешка стоит на начальной позиции, следовательно, она не ходила и дать шах королю своим ходом не могла. Значит, король сам сходил под шах, что запрещено правилами.
- Нижний левый угол. Белая пешка может попасть на поле a3 либо с поля a2 тихим ходом, либо с поля b2 ходом со взятием. Но пешки на полях a2 и b2 стоят на своих начальных позициях, следовательно, они не ходили. Пешка a3 не могла прийти на это поле, ходя по правилам.